# العيينة (محافظة المويه)
العيينة قرية سعودية، في محافظة المويه بمنطقة مكة المكرمة، تقع في شرق مدينة الطائف بمسافة نحو ( ) كم.

## أنظر أيضًا
- الغرابة (محافظة المويه)
- الفايزية
- القطالية